# پاریگ طریقی
پاریگ طریقی، روستایی در دهستان هور بخش هور شهرستان فاریاب در استان کرمان ایران است.

## جمعیت
بر پایه سرشماری عمومی نفوس و مسکن در سال ۱۳۹۵، جمعیت این روستا برابر با ۱۲۷ نفر (۳۷ خانوار) بوده‌است.